# Szemmozgás az olvasásban
Szemmozgás az olvasásban A szemmozgás a szemek akaratlagos vagy akaratlan mozgása, célja a vizuális ingerek felfedezése, fixációja és követése. Olvasás közben szemmozgással tudjuk hatékonyan és gyorsan feldolgozni az írott szöveget, ahol a vizuális ingerek az egyes szavak.

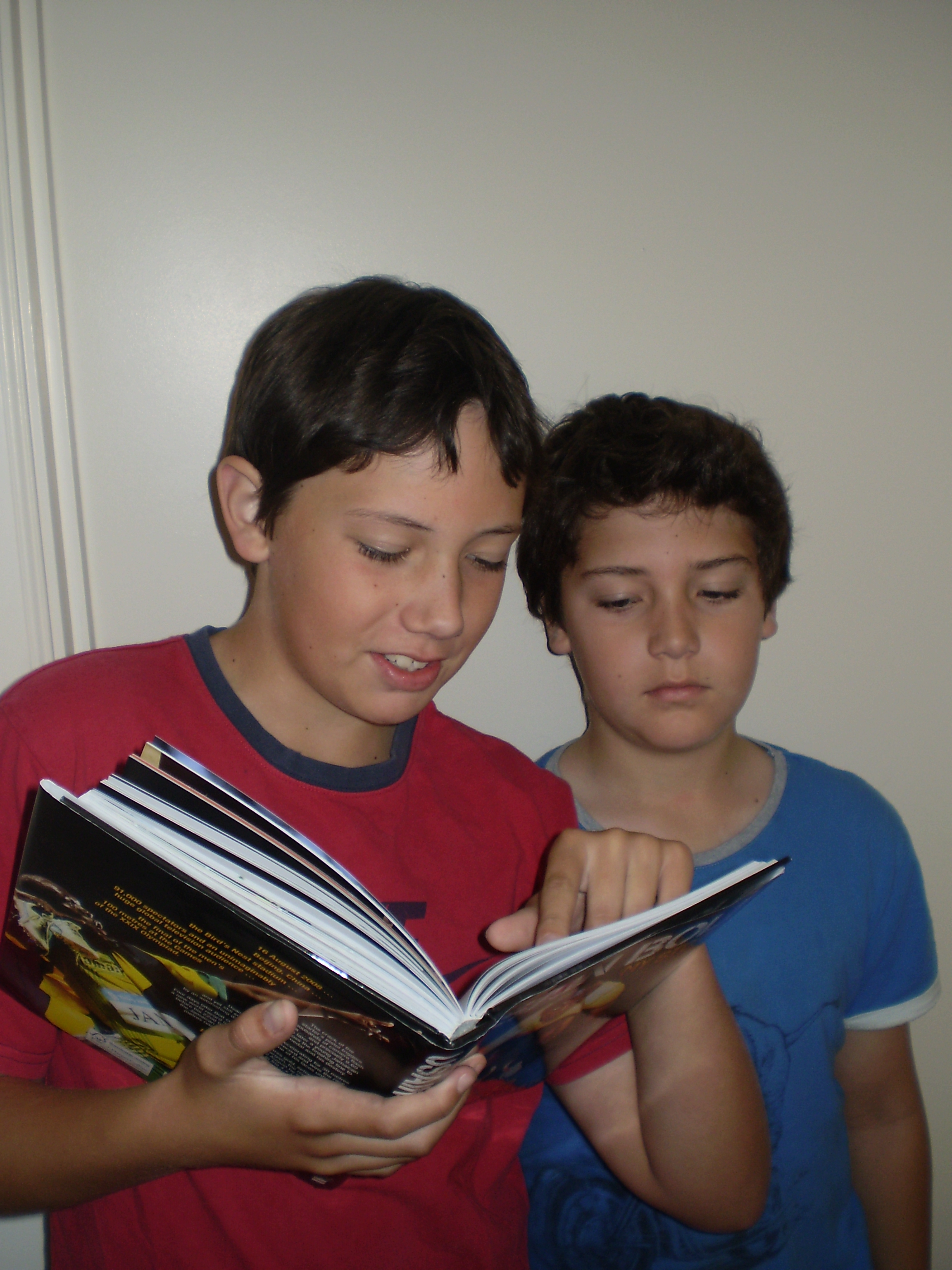
Olvasási feladatot végző tanulók

## Idegrendszeri háttere
A szemmozgás kontrolljában több idegrendszeri struktúra vesz részt. A fontosabb struktúrák közé tartozik a colliculus superior, az elsődleges látókéreg (V1), a frontális lebeny és a fali lebeny szemmozgásvezérlő központja.
A colliculus superiort és a retinát ősi idegpálya köti össze, így nagyon gyors, reflexszerű visszacsatolást biztosít a szemmozgató izmok és a retina között, és lehetővé teszi a tekintet elmozdítását hirtelen megjelenő ingerek esetében. Emellett a colliculus superior felelős a tekintet fixációjáért.
A V1-hez futó pályán keresztül az agykéreg közvetlen és közvetett visszacsatolás révén pontosítja a szemmozgást ingerek követésekor. A frontális lebenynek inkább az előrejelzésben van szerepe, vagyis abban, hogy képesek vagyunk bejósolni azt, hol fog megjelenni a következő inger, és arra irányítani a tekintetünket. A fali lebeny feladata a szakkádok célhelyének kódolása, ahol a viszonyítási pont a fej. A szemmozgás irányítása csecsemő korban inkább kéreg alatti központokhoz tartózik, és csak fokozatosan kerül a kérgi területek kontrollja alá az ontogenezis során.

## Olvasás közbeni szemmozgás jellemzői

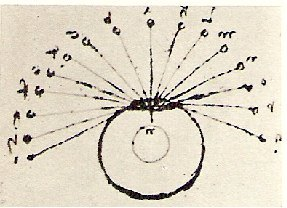
Leonardo da Vinci ábrázol egy központi nézetet, és mindent, ami a szem középvonalán keresztül jól látható

A szemmozgást olvasás közben két folyamat jellemzi: szakkádok és fixációk. A szakkádok ugrásszerű szemmozgások, amelyek a tekintet nagyon gyors irányváltását eredményezik. A szakkádok alatt szakkadikus elnyomás van vagyis nem történik információfeldolgozás. A fixáció szünetet jelent a szemmozgásban, amikor a fixáció helyén lévő inger (szórész) a foveára esik. Az információfeldolgozás fixáció közben lehetséges. A retinakép stabilitását a vergencia biztosítja.
Nem mindegyik szót fixáljuk olvasás közben egy adott szövegben. A tartalmas szavak kb. 80%-át fixáljuk, de a funkciószavaknál ez az arány 35-40%-ra esik. A fixáció a szavak hosszától is függ. A 2-3 betűből álló szavak 20%-át olvassuk csak el, a 8 betűnél hosszabb szavakat pedig majdnem mindig fixáljuk. Ugyanakkor a szakkádok 10-15%-a regresszív, ilyenkor a szem egy korábban olvasott szóra ugrik vissza.
A szakkádok hossza (kezdő és végpont közötti távolság) 6-8 betű (a látótér 2 foka, a szakkadok ideje átlagosan 20 ms. A fixációk időtartama átlagosan 200-250 ms, de a szöveg nehézségének függvényében lehet akár 100-500 ms (6). A szakkádok és a fixációk időtartama, és az olvasott szövegre vonatkozó aránya a szövegnehézségétől és az olvasó egyéni jellemzőitől függ. Olyan tényezők befolyásolhatják őket, mint a kontextusalapú elvárás, a szógyakoriság, a szóhosszúság, az olvasó gyakorlottsága.
Az olvasás szemmozgásának további jellemzője a perceptuális terjedelem (perceptual span), vagyis a fixáció pontja körül még hány karaktert vagyunk képesek feldolgozni. Balról jobbra olvasóknál ez a terjedelem 3-4 karakter jobbra, és 14-16 karakter balra. Jobbról balra olvasóknál ez értelemszerűen fordítva van.

## Mért mutatók szemmozgás követésekor
Szemmozgás mérésekor a következőket szokták mérni: első fixáció hossza, tekintet hossza (összes fixáció hosszának összege), összes eltöltött idő szavanként (fixáció és regresszív fixáció összege). Más mért mutatók lehetnek a kihagyások, a regresszió valószínűsége, elsődleges fixációs pozíció (PVP) a spillover idő. Az alkalmazott kísérleti módszerek a „mozgó ablak”, a „mozgó maszk” és a „határok” módszerei.

## Történelem és mérési eszközök fejlődése
A szemmozgás mérésének története Louis Émile Javal-lal, 19. századi francia szemésszel, kezdődött, aki leírta a szabad szemmel is megfigyelhető szakkádokat és fixációkat olvasás közben. Saját kutatásaiban Javal tükrökkel figyelte a szemmozgást, később az egyik szemhéjra helyezett mikrofonnal jelezte a szemmozgás időpontját, valamint erős fényt vetítették a kísérleti személy retinájára, és megkérdezték, hogy hol jelenik meg az utókép – ezzel tudták megállapítani a fixáció helyét. A szemmozgás mérésének történelmében használt módszerek között invazív és nem invazív módszerek is találhatók.

## Invazív módszerek
Az egyik első invazív módszer Delabarre-nak köszönhető. Kokainnal érzéstelenített szemre kis, gipszből készült szerkezetet helyezett el, amelynek kivágta a közepét, és amelyhez egy fogantyút rögzített, így a szemmozgást tudta kimográffal ábrázolni. Hasonló apparátust fejlesztette ki Huey is. Az 1960-as években pontosabb invazív módszereket kezdtek használni, többnyire kontaktlencséket, amelyekhez különböző szerkezeteket (tükröket, kis lámpákat, stb.) rögzítettek.

## Nem invazív módszerek
Az első nem invazív módszert, amely 1970-es évekig használatban maradt, Dodge és Cline találta fel. Mivel a szem nem tökéletes gömb, ezért nem a középpontja körül forog, így ha a szaruhártyára fényt vetítenek, akkor annak tükröződése mozogni fog a szem mozgásával együtt. Eleinte a módszer csak a vízszintes mozgásokat tudta rögzíteni, a későbbi fejlesztések során a feljegyezhető szemmozgások készlete bővült.
A korai 1970-es években olyan módszereket alkalmaztak a szem letapogatására, amelyeknél a szem felületén található kontrasztok mozgását írták le – a szemfehérje és az írisz között, a pupilla és az írisz között („sötét-pupilla” követés), a retina által visszatükrözött erős fény („fényes-pupilla” követés).

## Újabb módszerek
Ezek a módszerek kényelmetlenséget jelentettek a kísérleti személyek számára.
Az invazív módszereknél a szerkezetek közvetlenül érintkeztek a szemmel, a nem invazív módszereknél szükséges volt a fej rögzítése. Az 1970-es években lehetővé vált olyan módszerek alkalmazása, amelyek figyelembe vették a fej mozgását is, és ki tudták számítani a szemmozgást hozzá képest. Ezek a módszerek ugyanúgy a szemre vetített fény visszatükrözését mérik, pl. a Purkinje kép szemkövető vagy a Honeywell okulóméter. Újabban javasolt a szemmozgás mérésének kiegészítése más módszerekkel, mint az eseményhez kötött potenciál mérése.

## Modellek
A modellek két fő csoportja létezik a szemmozgás kontrolljának magyarázatára. Az egyik csoportot az okulómotoros elméletek képezik, amelyek szerint az alacsony szintű tényezők határozzák meg azt, hogy mikor és hova helyezzük át a tekintetet, a mozgásokat pedig az, hogy milyenek a szöveg vizuális tulajdonságai és a látás élessége. Egy ilyen modell a Stratégiai-Taktikai Modell.
A másik fő csoportot a feldolgozási modellek képezik. E modellek szerint a magasabb kognitív funkcióknak is szerepük van a szemmozgás irányításában. Azt, hogy hova helyezzük át a tekintetet az alacsony szintű tényezők befolyásolják, de arra, hogy mikor, olyan folyamatok is hatással vannak, mint pl. a szógyakoriság. Az egyik legelterjedtebb modell az E-Z olvasó modell (E-Z Reader Model).